# INSAT-4CR
O INSAT-4CR é um satélite de comunicação geoestacionário indiano da série INSAT que está localizado na posição orbital de 74 graus de longitude leste, ele foi construído e também é operado pela Organização Indiana de Pesquisa Espacial (ISRO). O satélite foi baseado na plataforma I-2K (I-2000) Bus e sua vida útil estimada era de 12 anos.
O satélite INSAT-4CR substituiu o INSAT-4C que havia sido perdido em um lançamento fracassado no ano anterior. Ele estava prevista para ser explorado por doze anos, no entanto, este período pode ter sido reduzido pelo mau desempenho do Geosynchronous Satellite Launch Vehicle, que o colocou em órbita. 

## Lançamento
O satélite foi lançado com sucesso ao espaço no dia 02 de setembro de 2007, às 00:51 UTC, abordo de um foguete GSLV Mk.I F04 lançado a partir da Base de lançamento espacial do Centro Espacial de Satish Dhawan, na Índia. Ele tinha uma massa de lançamento de 2.168 kg.
No lançamento, o satélite estava transportando 1.218 kg (2.690 £) de combustível, para colocá-lo em órbita geoestacionária e, posteriormente, para ser usado em sua operação em órbita, que foi planejado para 12 anos. Devido ao grande gasto de combustível para colocá-lo em órbita geoestacionária, durante o mau desempenho do lançamento, pode ter resultado numa perda de até cinco anos de vida operacional do mesmo.

## Capacidade e cobertura
O INSAT-4CR está equipado com 12 transponders em banda Ku de alta potência para fornecer comunicações para a Índia, como serviços de televisão Direct-To-Home (DTH), transmissão de vídeo e imagem (VPT) e recolha de notícias (DSNG).